# Friedrich von Buddenbrock (General, 1815)
Friedrich Wilhelm Alexander Freiherr von Buddenbrock (* 17. Januar 1815 in Wehlau; † 8. Dezember 1894 in Berlin) war ein preußischer Generalmajor und Kommandeur der 59. Infanterie-Brigade.

## Leben

### Herkunft
Friedrich war ein Sohn des preußischen Majors Leopold Freiherr von Buddenbrock (1783–1869) und dessen Ehefrau Sophie, geborene von Heister (1791–1868), eine Tochter des Generalleutnants Levin von Heister. Sein Bruder Gustav wurde preußischer General der Infanterie.

### Militärkarriere
Buddenbrock besuchte die Kadettenhäuser in Potsdam und Berlin. Anschließend wurde er am 7. August 1832 als Sekondeleutnant dem 21. Infanterie-Regiment der Preußischen Armee überweisen. 1837 war er zur Gewehrfabrik nach Danzig und 1839 zur 1. Artillerie-Brigade kommandiert. 1843 stieg Buddenbrock zum Adjutanten des I. Bataillons auf und nahm 1848 bei der Niederschlagung des Aufstandes in der Provinz Posen am Gefecht bei Wreschen teil. Nachdem er im August 1848 zum Premierleutnant befördert worden war, fungierte er von November 1850 bis Februar 1851 als Kompanieführer in seinem Stammregiment. Daran schloss sich ab März 1851 in gleicher Eigenschaft seine Kommandierung beim 2. kombinierten Reserve-Bataillon sowie die Beförderung zum Hauptmann an. Mit der Ernennung zum Kompaniechef kehrte er am 16. Dezember 1853 in das 21. Infanterie-Regiment zurück und war von April bis September 1855 als Kompanieführer zum Lehr-Infanterie-Bataillon kommandiert. Unter Beförderung zum Major wurde Buddenbrock am 14. Juni 1859 Kommandeur des III. Bataillons im 14. Landwehr-Regiment in Schneidemühl. Am 8. Mai 1860 wurde er als Bataillonsführer zum 14. kombinierten Infanterie-Regiment kommandiert, aus dem 1. Juli 1860 das 7. Pommersche Infanterie-Regiment Nr. 54 hervorging. Buddenbrock erhielt das Kommando über das Füsilier-Bataillon in Köslin und stieg am 25. Juni 1864 zum Oberstleutnant auf.
Während des Krieges gegen Österreich führte er sein Bataillon 1866 in den Schlachten bei Gitschin und Königgrätz. Nach dem Friedensschluss wurde Buddenbrock am 20. September 1866 zum Oberst befördert und für sein Wirken mit dem Kronen-Orden III. Klasse mit Schwertern ausgezeichnet. Am 30. Oktober 1866 erfolgte seine Ernennung zum Kommandeur des Infanterie-Regiment Nr. 75 in Harburg. Für die Dauer der Mobilmachung anlässlich des Krieges gegen Frankreich wurde Buddenbrock am 18. Juli 1870 Kommandeur der 1. kombinierten Pommerschen Landwehr-Brigade, mit der er an den Belagerungen von Straßburg und Belfort sowie an den Kämpfen bei St. Germain, Vegelois, Bessoncourt, Severans, Adelsmans, Danjoulin, Pérouse und Les Perches teil. Ausgezeichnet mit beiden Klassen des Eisernen Kreuzes wurde er am 18. Januar 1871, dem Tag der Kaiserproklamation, zum Generalmajor befördert und am 20. März 1871 zum Kommandeur der neuformierten 59. Infanterie-Brigade in Metz ernannt. Unter Verleihung des Roten Adlerordens II. Klasse mit Eichenlaub wurde Buddenbrock am 13. April 1872 mit Pension zur Disposition gestellt. Er starb am 8. Dezember 1894 in Berlin und wurde am 11. Dezember 1894 auf dem Invalidenfriedhof beigesetzt.

### Familie
Buddenbrock heiratete am 28. April 1841 in Stargard Karoline von Schöning (1821–1896) aus dem Hause Lübtow, eine Tochter des Joachim Moritz von Schöning.  Das Paar hatte mehrere Kinder:
- Adele (* 1842) ⚭ 1866 Friedrich von Hacke (1841–1897), deutscher Konteradmiral
- Adalbert (1845–1922), preußischer Generalmajor ⚭ 1876 Elisabeth Hientzsche (* 1856)
- Erich (1850–1905), preußischer Hauptmann, Ehrenritter des Johanniterordens ⚭ 1882 Marianne Gräfin von Khünburg (1860–1933)
- Elisabeth (* 1854) ⚭ 1877 Ferdinand von Rauch (1844–1921), preußischer Generalleutnant
- Friedrich (1859–1944), preußischer Generalleutnant ⚭ 1889 Josephine von Michelmann (1865–1926)